# Cafelândia (São Paulo)
Cafelândia est une municipalité brésilienne de l'État de São Paulo et la Microrégion de Lins.

## Démographie
| Évolution de la population (municipalité) | Évolution de la population (municipalité) | Évolution de la population (municipalité) | Évolution de la population (municipalité) |
| Année                                     | Population                                |                                           | %±                                        |
| ----------------------------------------- | ----------------------------------------- | ----------------------------------------- | ----------------------------------------- |
| 1940                                      | 36 006                                    |                                           | —                                         |
| 1950                                      | 27 066                                    |                                           | −24,8%                                    |
| 1960                                      | 26 253                                    |                                           | −3,0%                                     |
| 1970                                      | 17 592                                    |                                           | −33,0%                                    |
| 1980                                      | 17 480                                    |                                           | −0,6%                                     |
| 1991                                      | 15 257                                    |                                           | −12,7%                                    |
| 2000                                      | 15 793                                    |                                           | 3,5%                                      |
| 2010                                      | 16 607                                    |                                           | 5,2%                                      |
| 2022                                      | 16 654                                    |                                           | 0,3%                                      |
| ,                                         |                                           |                                           |                                           |